# Boletina pinusia
Boletina pinusia är en tvåvingeart som beskrevs av Maximova 2001. Boletina pinusia ingår i släktet Boletina och familjen svampmyggor. Inga underarter finns listade i Catalogue of Life.